# نادي سانتوس

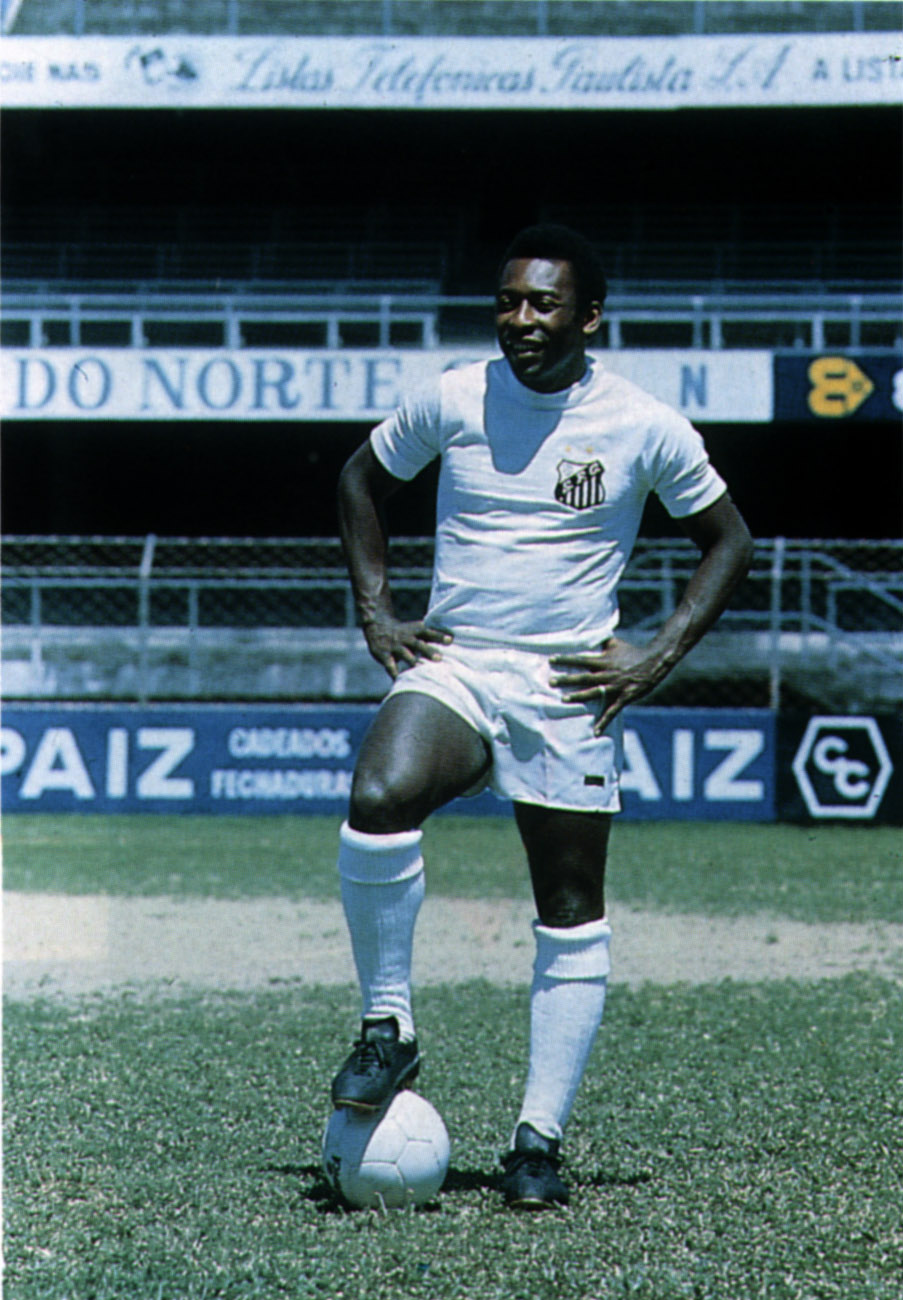
بيليه برداء سانتوس سنة 1963.

نادي سانتوس لكرة القدم (بالبرتغالية: Santos Futebol Clube) هو نادي كرة قدم برازيلي من مدينة سانتوس الساحلية. أسس 14 أبريل 1912 م على يد 3 أشخاص من المدينة من المتحمسين للرياضة. استطاع النادي أن يحصل على أول بطولة دوري عام 1935.
أهم مرحلة في تاريخ النادي بدأت منذ عام 1956م عندما انضم أسطورة كرة القدم ورياضي القرن العشرين (اختير من قبل اللجنة الأولمبية الدولية) بيليه للنادي وبدأ اللعب في عمر الـ15. حصل النادي على العديد من الألقاب في فترة وجود بيليه.

## الهبوط إلى الدرجة الثانية
هبط النادي من دوري الدرجة الأولى البرازيلي لأول مرة في تاريخه الممتد على مدار 111 عاماً بعد هزيمته في ملعبه 2-1 أمام فورتاليزا في الجولة الأخيرة من البطولة في 6 ديسمبر 2023 منهياً مشاركته في المركز السابع عشر في جدول الترتيب. وبعد نهاية المباراة رفضت الجماهير تقبل الأمر الواقع حيث قامت باقتحام أرضية ومطاردة اللاعبين الذين هرعوا إلى غرفة الملابس، كما أشعلت النيران في سيارات اللاعبين وحافلة الفريق.

## التشكيلة الحالية
آخر تحديث 30 يناير 2025.
ملاحظة: تشير الأعلام إلى المنتخب بحسب قواعد الأهلية المعتمدة من قبل الفيفا؛ تنطبق بعض الاستثناءات المحدودة. وقد يحمل اللاعبون أكثر من جنسية لا تعترف بها الفيفا.
| الرقم | البلد    | المركز | اللاعب                        |
| ----- | -------- | ------ | ----------------------------- |
| 1     | البرازيل | حارس   | جواو باولو (القائد الرابع)    |
| 2     | البرازيل | مدافع  | زي إيفالدو (إعارة من كروزيرو) |
| 4     | البرازيل | مدافع  | جيل                           |
| 5     | البرازيل | وسط    | جواو شميت                     |
| 7     | فنزويلا  | وسط    | يفيرسون سوتيلدو               |
| 8     | فنزويلا  | وسط    | توماس رينكون                  |
| 9     | البرازيل | مهاجم  | فرانسيسكو سواريس              |
| 10    | البرازيل | مهاجم  | نيمار                         |
| 11    | البرازيل | مهاجم  | جويلهيرمي                     |
| 12    | البرازيل | حارس   | ديوجينيس                      |
| 13    | البرازيل | مدافع  | أديرلان سيلفا                 |
| 14    | البرازيل | مدافع  | لوان بيريس                    |
| 15    | البرازيل | مدافع  | جواو باسو                     |
| 16    | البرازيل | وسط    | ثاسيانو                       |

| الرقم | البلد     | المركز | اللاعب                                      |
| ----- | --------- | ------ | ------------------------------------------- |
| 21    | البرازيل  | وسط    | دييغو بيتوكا                                |
| 25    | البرازيل  | مدافع  | لويزاو                                      |
| 27    | البرازيل  | مهاجم  | ويليان                                      |
| 29    | الأرجنتين | مدافع  | ليوناردو جودوي (معار من أتلتيكو باراناينسي) |
| 31    | الأرجنتين | مدافع  | غونزالو إيسكوبار                            |
| 32    | البرازيل  | مدافع  | جاير كونيا                                  |
| 33    | البرازيل  | مدافع  | سوزا                                        |
| 35    | البرازيل  | وسط    | هيان                                        |
| 38    | البرازيل  | مدافع  | كيفيسون                                     |
| 43    | البرازيل  | مهاجم  | لوكا ميريليس                                |
| 44    | البرازيل  | مدافع  | جيه بي شيرمونت                              |
| 47    | بوليفيا   | وسط    | ميغيل تيرسروس                               |
| 77    | البرازيل  | حارس   | غابرييل برازاو                              |

## وصلات خارجية
- الموقع الرسمي
 (بالبرتغالية)
- Futebol Clube . على يوتيوب (بالإنجليزية)(بالبرتغالية)
- Santos Futebol Clube at الاتحاد الدولي لكرة القدم (بالإنجليزية)(بالفرنسية)(بالألمانية)

(بالبرتغالية)(بالإسبانية)
- Santos Futebol Clube at Sempre Peixe, the official club encyclopedia (بالبرتغالية)
- Santos Futebol Clube at قناة غلوبو (بالبرتغالية)
- Santos Futebol Clube at إي إس بي إن إف سي (بالإنجليزية)